# Leszek Leszkiewicz
Leszek Leszkiewicz (ur. 10 maja 1970 w Gorlicach) – polski duchowny rzymskokatolicki, biskup pomocniczy tarnowski od 2016.

## Życiorys
Urodził się 10 maja 1970 w Gorlicach w rodzinie Władysława i Haliny Leszkiewiczów. Uczęszczał do Liceum Ogólnokształcącego im. Henryka Sienkiewicza w Bobowej, w 1989 zdał egzamin dojrzałości. W latach 1989–1996 odbył studia w Wyższym Seminarium Duchownym w Tarnowie. Na prezbitera został wyświęcony 25 maja 1996 w bazylice katedralnej Narodzenia Najświętszej Maryi Panny w Tarnowie przez miejscowego biskupa diecezjalnego Józefa Życińskiego. Inkardynowany został do diecezji tarnowskiej. W latach 2006–2009 studiował na Papieskim Uniwersytecie Urbaniana, gdzie uzyskał licencjat z misjologii.
W latach 1996–2000 był wikariuszem w parafii św. Marii Magdaleny w Szczucinie. Przygotowywał się do pracy misyjnej w Centrum Formacji Misyjnej w Warszawie. W latach 2001–2006 pracował w diecezji Babahoyo w Ekwadorze. W latach 2009–2010 był w tarnowskiej kurii diecezjalnej zastępcą dyrektora wydziału misyjnego. W latach 2010–2015 pełnił funkcję prefekta Wyższego Seminarium Duchownego w Tarnowie. W 2011 objął stanowisko sekretarza Krajowej Rady Duszpasterstwa Powołań. W 2015 został proboszczem parafii św. Mikołaja w Bochni i kustoszem Sanktuarium Matki Bożej Różańcowej, a także dziekanem dekanatu Bochnia-Wschód. Również w 2015 został ustanowiony kanonikiem gremialnym i wybrany na prepozyta Kapituły Matki Bożej Różańcowej w Bochni.
19 grudnia 2015 papież Franciszek mianował go biskupem pomocniczym diecezji tarnowskiej ze stolicą tytularną Bossa. Święcenia biskupie otrzymał 6 lutego 2016 w bazylice katedralnej Narodzenia Najświętszej Maryi Panny w Tarnowie. Głównym konsekratorem był biskup diecezjalny tarnowski Andrzej Jeż, a współkonsekratorami biskupi pomocniczy tarnowscy: Wiesław Lechowicz i Stanisław Salaterski. Jako dewizę biskupią przyjął słowa „In Gaudio Evangelii” (W Radości Ewangelii). Objął urząd wikariusza generalnego diecezji.
W ramach prac Konferencji Episkopatu Polski został w 2019 członkiem Komisji ds. Misji, a w 2021 delegatem ds. Duszpasterstwa Rolników.

## Wyróżnienia
W 2018 nadano mu tytuł honorowego obywatela gminy Rzepiennik Strzyżewski.